# Partit dels Obrers del Kurdistan
El Partit dels Obrers del Kurdistan (kurd: Parti Zahmatkeshan Kurdistan; anglès: Kurdistan Toilers' Party) és una organització política del Kurdistan fundada el12 de desembre de 1985, com escissió del Partit Socialista del Kurdistan. Fou membre del Front del Kurdistan Iraquià sota la direcció de Khalid Zangana, i el seu dirigent actual és Qadir Aziz. El seu diari és l'Alay Azadi (Estendard de Llibertat) que es publica a Sulaymaniyya. Té també algunes publicacions culturals ("Pesh Kawtin" i "Nojan") i alguns programes de ràdio i televisió. Té bones relacions amb la Unió Patriòtica del Kurdistan (UPK) però més aviat dolentes amb el Partit Democràtic del Kurdistan (PDK).
A les eleccions del 2005 va tenir un diputat al parlament regional i un ministre al gabinet (junt amb ministres dels dos principals partits (PDK i UPK) i del Partit Socialista Democràtic del Kurdistan, la Unió Islàmica del Kurdistan, i el Grup Islàmic Komal del Kurdistan). A les eleccions del 2005 a l'Iraq va concórrer dins l'Aliança Democràtica Patriòtica del Kurdistan, agrupació dels partits kurds.
A les eleccions del 2009 al Kurdistan va concórrer dins la Llista de la Justícia Social i la Llibertat de la que formaven també part a més del propi partit, els següents: el Partit Comunista del Kurdistan, el Partit del Treball del Kurdistan Independent, el Partit Pro-Democràtic del Kurdistan i el Moviment Democràtic del Poble del Kurdistan. Va treure poc més de 15.000 vots i cap escó (1 per la coalició del Partit del Treball del Kurdistan Independent).
A les eleccions del 2010 a l'Iraq va participar en la Llista del Kurdistan amb altres deu partits entre els quals la Unió Patriòtica del Kurdistan, el Partit Democràtic del Kurdistan, el Partit Comunista del Kurdistan, el Partit del Treball del Kurdistan Independent, el Partit Pro-Democràtic del Kurdistan, el Moviment Democràtic del Poble del Kurdistan, el Moviment Islàmic del Kurdistan, el Moviment de Germanor Turcman i el Partit Socialista Democràtic del Kurdistan.